# Cophogryllus brevicauda
Cophogryllus brevicauda är en insektsart som beskrevs av Heinrich Hugo Karny 1910. Cophogryllus brevicauda ingår i släktet Cophogryllus och familjen syrsor. Inga underarter finns listade i Catalogue of Life.